# Pattinaggio di velocità ai III Giochi olimpici invernali - 1500 m maschile
La competizione dei 1500 metri di pattinaggio di velocità dei III Giochi olimpici invernali si è svolta il giorno 5 febbraio 1932 allo James C. Sheffield Speed Skating Oval, Lake Placid.

## Risultati

### Batterie
I primi due classificati alla finale.
| Pos. | Atleta            | Nazione     | Tempo  |
| ---- | ----------------- | ----------- | ------ |
| 1    | Herbert Taylor    | Stati Uniti | 2'49"3 |
| 2    | Frank Stack       | Canada      |        |
| 3    | Bernt Evensen     | Norvegia    |        |
| 4    | Hans Engnestangen | Norvegia    |        |
| 5    | Ossi Blomqvist    | Finlandia   |        |
| 6    | Tomeju Uruma      | Giappone    |        |

| Pos. | Atleta          | Nazione     | Tempo  |
| ---- | --------------- | ----------- | ------ |
| 1    | Jack Shea       | Stati Uniti | 2'58"0 |
| 2    | Willy Logan     | Canada      |        |
| 3    | Ivar Ballangrud | Norvegia    |        |
| 4    | Herbert Flack   | Canada      |        |
| 5    | Shozo Ishihara  | Giappone    |        |
| 6    | Lloyd Guenther  | Stati Uniti |        |

| Pos. | Atleta           | Nazione     | Tempo  |
| ---- | ---------------- | ----------- | ------ |
| 1    | Raymond Murray   | Stati Uniti | 2'29"9 |
| 2    | Alexander Hurd   | Canada      |        |
| 3    | Michael Staksrud | Norvegia    |        |
| 4    | Yasuo Kawamura   | Giappone    |        |
| 5    | Tokuo Kitani     | Giappone    |        |
| 6    | Ingvar Lindberg  | Svezia      |        |

### Finale
| Pos.    | Atleta         | Nazione     | Tempo  |
| ------- | -------------- | ----------- | ------ |
| Oro     | Jack Shea      | Stati Uniti | 2'57"5 |
| Argento | Alexander Hurd | Canada      |        |
| Bronzo  | Willy Logan    | Canada      |        |
| 4       | Frank Stack    | Canada      |        |
| 5       | Raymond Murray | Stati Uniti |        |
| 6       | Herbert Taylor | Stati Uniti |        |